# K-186 Omsk
Omsk (rusko Омск) je jedrska podmornica z manevrirnimi raketami razreda Antej Ruske vojne mornarice. Poimenovana je po Omsku. Njen gredelj je bil položen 13. julija 1989, splavljena je bila 10. maja 1993, v uporabo pa je bila predana 15. decembra 1993. Projekt je razvil konstruktorski biro Rubin, glavni konstruktor pa je bil Igor Leonidovič Baranov. Razvoj predhodnega razreda Granit se je začel leta 1969, na njegovi osnovi pa je bil razvit izboljšan razred Antej. Izboljšave se nanašajo na manjšo hrupnost, izboljšano elektronsko opremo in sedemlistni propeler namesto štirilistnega. Je del 10. divizije podmornic Tihooceanske flote v Viljučinsku.
Konec avgusta 1994 je pod poveljstvom kapitana 1. stopnje Aleksandra Sergejeviča Astapova odplula z Barentsovega morja na v svoje domače oporišče Viljučinsk v Tihem oceanu. Na krovu je bil tudi kontraadmiral Ilja Nikolajevič Kozlov. Oba s kapitanom sta bila za prehod v zahtevnih razmerah v plitki vodi in težkih ledenih pogojih med drugim skozi jarek Svete Ane leta 1996 imenovana za heroja Ruske federacije.
Med letoma 2015 in 2019 je opravila remont v ladjedelnici Zvezda, v okviru katerega sta bila njena jedrska reaktorja ponovno napolnjena. Junija 2019 se je vrnila na floto in decembra na prvih vajah po vrnitvi »zadela« strateško jedrsko podmornico Aleksandr Nevski.
27. avgusta 2020 je na vajah s križarko Varjag v Beringovem morju izstrelila raketo P-700 Granit in ponovno na vajah z Varjagom v Tihem oceanu 29. septembra 2021.
15. julija 2022 se je vrnila s trimesečne odprave skupaj s podmornicama Tomsk in Kuzbass.
19. septembra 2022 je na vajah v Čukotskem morju s podmornico Novosibirsk izstrelila raketo Granit.